# Barkåkra station
Barkåkra station är en pågatågstation på Västkustbanan som invigdes den 8 december 2015 av närings - och innovationsminister Mikael Damberg. Trafikstarten av Barkåkra station med pågatåg skedde i samband med Hallandsåstunnelns trafikstart, dvs 13 december 2015,. Stationen är belägen vid Västkustbanans sträckning mellan Förslöv och Ängelholm, där järnvägen planskild korsar Skepparkroksvägen.

## Gamla Barkåkra station (Vejbyslätt station)
Tidigare fanns det en station vid namn Barkåkra vars placering (56°19′5″N 12°48′52″Ö / 56.31806°N 12.81444°Ö) låg 3 km norr om den nuvarande stationen. Den döptes år 1921 om till Vejbyslätt station och lades ner på 1970-talet. 